# Mäntyniemi
Mäntyniemi (Talludden en sueco) es la residencia oficial del presidente de Finlandia, situada en el barrio de Meilahti, Helsinki. La residencia fue diseñada por los arquitectos Raili y Reima Pietilä después de haber vencido el concurso. Se terminó de construir en 1993. Desde que Mauno Koivisto se mudó a la residencia en noviembre de 1993, todos los presidentes de Finlandia hasta la fecha han vivido en Mäntyniemi.

## Características
Está ubicada junto al mar. Escaleras conducen desde la sala de recepción principal a una terraza frente al mar.
Hay tres edificios en el sitio. La casa principal comprende la mayor parte del espacio total de aproximadamente 2,000 m². La casa principal contiene las habitaciones privadas del presidente y suites de oficinas personales, así como las salas de recepción. Este último se puede usar para reuniones, para recibir visitantes y para recibir recepciones más pequeñas. También hay una pequeña puerta de entrada y una dependencia en las instalaciones.
El diseño de interiores, los textiles, el mobiliario, la vajilla y otros artículos fueron diseñados específicamente para Mäntyniemi. Se realizaron concursos para artistas para elegir algunas de las obras de arte individuales para entornos particulares o partes de la casa. La piedra (granito) y la madera (abedul) se encuentran entre los materiales comúnmente utilizados en el interior, junto con el concreto.
El paisaje circundante fue diseñado por Maj-Lis Rosenbröjer para existir en armonía con la vegetación natural.